# Cotton County
Das Cotton County ist ein County im US-Bundesstaat Oklahoma. Das U.S. Census Bureau hat bei der Volkszählung 2020 eine Einwohnerzahl von 5.527 ermittelt. Der Verwaltungssitz (County Seat) ist Walters.

## Geographie
Das County liegt im Südwesten von Oklahoma und erreicht im Süden den Red River, der die Grenze zu Texas bildet. Es hat eine Fläche von 1.663 Quadratkilometern, wovon 14 Quadratkilometer Wasserfläche sind. An das Cotton County grenzen folgende Countys:
|                        | Comanche County     | Stephens County  |
| Tillman County         |                     |                  |
| Wichita County (Texas) | Clay County (Texas) | Jefferson County |

## Geschichte
Das Cotton County wurde 1912 aus Teilen des Comanche County und des Oklahoma-Territoriums gebildet. Benannt wurde es nach dem englischen Wort für Baumwolle, die hier in der Gegend angebaut wurde. Besiedelt wurde das County durch weiße Siedler nach einer offiziellen Land-Lotterie am 1. August 1901. Das County war das 77. und somit das letzte County, das in Oklahoma gebildet wurde.
Drei Bauwerke des Countys sind im National Register of Historic Places (NRHP) eingetragen (Stand 28. Mai 2018).

## Demografische Daten
Nach der Volkszählung im Jahr 2010 lebten im Cotton County 6.193 Menschen in 2.654 Haushalten. Die Bevölkerungsdichte betrug 3,8 Einwohner pro Quadratkilometer.
Ethnisch betrachtet setzte sich die Bevölkerung zusammen aus 81,3 Prozent Weißen, 2,1 Prozent Afroamerikanern, 8,9 Prozent amerikanischen Ureinwohnern, 0,2 Prozent Asiaten sowie aus anderen ethnischen Gruppen; 5,5 Prozent stammten von zwei oder mehr Ethnien ab. Unabhängig von der ethnischen Zugehörigkeit waren 5,6 Prozent der Bevölkerung spanischer oder lateinamerikanischer Abstammung.
In den 2.654 Haushalten lebten statistisch je 2,31 Personen.
24,6 Prozent der Bevölkerung waren unter 18 Jahre alt, 58,4 Prozent waren zwischen 18 und 64 und 17,0 Prozent waren 65 Jahre oder älter. 50,8 Prozent der Bevölkerung war weiblich.

Das jährliche Durchschnittseinkommen eines Haushalts lag bei 43.590 USD. Das Prokopfeinkommen betrug 20.410 USD. 16,6 Prozent der Einwohner lebten unterhalb der Armutsgrenze.

## Städte und Gemeinden
City
- Walters

Towns
- Devol
- Randlett
- Temple

Unincorporated Communitys
| - Ahpeatone - Cookietown - Emerson Center - Fivemile Corner | - Hooper - Hulen - Taylor |